# Mačkovec pri Dvoru
Mačkovec pri Dvoru je naselje u slovenskoj Općini Žužemberku. Mačkovec pri Dvoru se nalazi u pokrajini Dolenjskoj i statističkoj regiji Jugoistočnoj Sloveniji. 

## Stanovništvo
Prema popisu stanovništva iz 2002. godine naselje je imalo 103 stanovnika.